# رايس غارلاند
رايس غارلاند (بالإنجليزية: Rice Garland)‏ هو قاضي ومحامي وسياسي أمريكي، ولد في 1795 في لينشبرغ في الولايات المتحدة، وتوفي في 1861 في براونزفيل في الولايات المتحدة. انتخب عضو مجلس النواب الأمريكي.